# Kepuh Kemiri
Kepuh Kemiri is een bestuurslaag in het regentschap Sidoarjo van de provincie Oost-Java, Indonesië. Kepuh Kemiri telt 7095 inwoners (volkstelling 2010).